# Diego Gabriel Chávez
Diego Chavez (Corzuela, Argentina, 24 de septiembre de 1997) es un futbolista argentino que se desempeña como Volante, actualmente juega en el club colombiano Deportivo Pasto de la Categoría Primera A.

## Estadísticas
Actualizado al 15 de diciembre de 2021
| Colegiales Argentina | 3.ª                 | 2019-20             | 47 | 5 | 0 | 0 | 0 | 0 | — | — | — | 47 | 5 | 0 |
| Colegiales Argentina | Total               | Total               | 47 | 5 | 0 | 0 | 0 | 0 | 0 | 0 | 0 | 47 | 5 | 0 |
| Ferro Argentina | 2.ª                 | 2020                | 9  | 0 | 0 | 0 | 0 | 0 | — | — | — | 9  | 0 | 0 |
| Ferro Argentina | 2.ª                 | 2021                | 0  | 0 | 0 | 0 | 0 | 0 | — | — | — | 0  | 0 | 0 |
| Ferro Argentina | Total               | Total               | 9  | 0 | 0 | 0 | 0 | 0 | 0 | 0 | 0 | 9  | 0 | 0 |
| Total en su carrera | Total en su carrera | Total en su carrera | 54 | 5 | 0 | 0 | 0 | 0 | 0 | 0 | 0 | 54 | 5 | 0 |
| (1) La copa nacional se refiere a la Copa Argentina y Supercopa Argentina . (2) La copa internacional se refiere a la Copa Sudamericana, Recopa Sudamericana, Copa Libertadores y Copa Suruga Bank. (3) Promedio de goles recibidos por partidos no incluye goles recibidos en partidos amistosos. |                     |                     |    |   |   |   |   |   |   |   |   |    |   |   |